# Partido Democrático de la Libertad
El Partido Democrático de la Libertad (en uzbeko: Erk Demokratik Partiyasi) es un partido político uzbeko fundado en 1990. Fue el primer partido político opositor registrado legalmente tras el final del unipartidismo en la República Socialista Soviética de Uzbekistán, así como la principal fuerza de la oposición al régimen de Islom Karimov durante sus primeros años en el poder tras la disolución de la Unión Soviética y la independencia de Uzbekistán en 1991. El partido fue criminalizado a finales de 1993 y la mayor parte de su liderazgo se encuentra desde entonces en el exilio.
Su carta constitutiva se registró en el Ministerio de Justicia, mediante certificado de registro n.º 039, de 3 de septiembre de 1991, firmado por el ministro de Justicia antes de la promulgación de la Ley de Partidos Políticos de Uzbekistán. Proclamó su principal bandera política el nacionalismo y la defensa de la soberanía de Uzbekistán como una democracia liberal. El partido presentó al escritor y poeta Mohamed Solih como su candidato en las elecciones presidenciales de diciembre de 1991, obetniendo el segundo puesto en medio de denuncias de fraude electoral.